# دهستان چاه احمد
دهستان چاه احمد، یکی از دهستان‌های بخش نازیل شهرستان تفتان در استان سیستان و بلوچستان ایران است. مرکز این دهستان، روستای چاه احمد است.

## جمعیت
بر پایه سرشماری عمومی نفوس و مسکن در سال ۱۳۹۵، جمعیت دهستان چاه احمد برابر با ۴٬۲۵۹ نفر بوده‌است.